# Mysidia transversa
Mysidia transversa är en insektsart som beskrevs av Broomfield 1985. Mysidia transversa ingår i släktet Mysidia och familjen Derbidae. Inga underarter finns listade i Catalogue of Life.